# Jürgen Pooch
Jürgen Pooch  (* 21. Mai 1943 in Insterburg, Ostpreußen; † 18. August 1998 in Dalyan, Türkei) war ein deutscher Volksschauspieler, Sprecher und Autor.

## Leben
Nach Kriegsende, sein Vater war 1944 in Kurland gefallen, kam der gebürtige Ostpreuße Jürgen Pooch nach Flensburg und wohnte in der Mürwiker Marinesiedlung. In Flensburg sammelte er an der Niederdeutschen Bühne erste Theatererfahrungen als Statist, im Chorgesang und kleineren Rollen. Nach einer Lehre als Handelskaufmann besuchte er eine Schauspielschule in Hamburg, die er mit Arbeiten am Thalia-Theater, dem Ernst-Deutsch-Theater und dem Ohnsorg-Theater finanzierte. Er debütierte am Ohnsorg-Theater als Taxifahrer in Froonslüüd sind ook bloots Minschen, durch die er anschließend einen festen Vertrag erhielt. Anfangs spielte er meist die Rolle des jugendlichen Liebhabers, oft an der Seite von Heidi Mahler, mit der er von 1981 bis 1985 verheiratet war, wie beispielsweise 1970 in Trautes Heim mit Otto Lüthje, Heidi Kabel, Ernst Grabbe und Hilde Sicks. 1992 heiratete er Christel Basilon.
Als Autor übertrug er einige Theaterstücke in die niederdeutsche Sprache (z. B. Ein Mann ist kein Mann von Dagmar Seifert) und brachte sie als Regisseur zur Aufführung. Auch als Hörspielsprecher trat er gelegentlich in Erscheinung, wie in dem plattdeutschen Kriminalstück De Brillantring. Hier trat er unter der Regie von Rudolf Beiswanger als Polizeimeister Krause auf. Zu den weiteren Sprechern gehörten die Ohnsorg-Kollegen Ursula Hinrichs, Günther Siegmund und Karl-Heinz Kreienbaum.
1988 erlitt Pooch einen Herzinfarkt. Es folgten eine Bypass- und eine Lungen-Operation. Nach einer Gehirnblutung musste Pooch wieder Sprechen und Gehen lernen. Während eines Urlaubs in der Türkei starb der krebskranke Pooch an akutem Herzversagen.

## Filmografie
- 1966: Stahlnetz: Der fünfte Mann[2]
- 1971: Hamburg Transit – Der Tod im Koffer (TV-Serie)
- 1978: Neues aus Uhlenbusch – Der Angeber
- 1989: Der Landarzt – Familienleben
- 1995: Großstadtrevier – Ihr Mörder, gnädige Frau

## Werke
- Nu man suutje! CD Döntjes mit Schauspielern des Ohnsorg-Theaters, mit u. a. Heidi Mahler und Jürgen Pooch; Verlag Michael Jung, Kiel 2005, ISBN 3-89882-064-5.